# Clemens Witzel

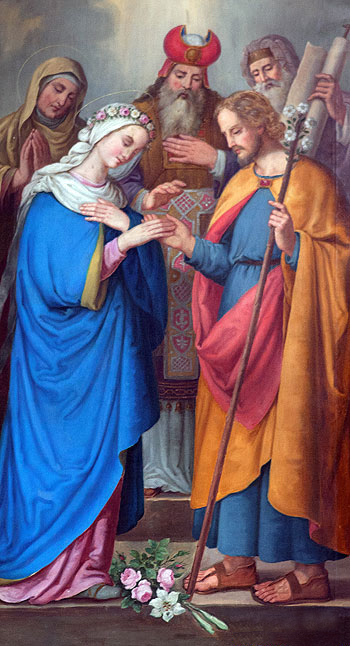
Verlobung Mariens aus der Marienkapelle im Dom zu Fulda

Clemens Witzel (* 26. November 1816 in Rückers bei Marbach; † 7. Februar 1893 in Fulda) war ein deutscher Kirchenmaler.
Geboren als Sohn des Lehrers Johann Witzel, studierte Clemens Witzel zunächst an der Kunstakademie Kassel, und weiter seit dem 27. April 1849 an der Königlichen Akademie der Künste in München bei Wilhelm von Kaulbach und Carl Theodor von Piloty.
Während seiner Studienzeit in München erteilte Witzel den Malunterricht der Tochter vom Herzog Max Joseph, Prinzessin Elisabeth Amalie Eugenie, genannt „Sisi“, der späteren Kaiserin von Österreich und Ehefrau von Franz Joseph I.
Nach dem Studium ließ sich Witzel in Fulda nieder und wurde als Kunstmaler und Schöpfer von Altargemälden tätig. Daneben unterrichtete er auch als Zeichenlehrer an der Zeichenakademie in Fulda.
Er schuf für die in Fulda ansässige Erzbruderschaft vom Hl. Herzen Mariä mehrere Bilder, u. a. Mariä Verkündigung und Verlobung Mariens im Dom zu Fulda.
Weitere Bilder befinden sich in verschiedenen Kirchen der Region: in Petersberg, Horas, Dipperz, Wickers und Müs.